# CargoNet CE 119
De CE 119 is een elektrische locomotief van het type Bombardier TRAXX F140 AC2, bestemd voor het goederenvervoer van de Noorse spoorwegonderneming CargoNet.

## Geschiedenis
In de jaren 90 gaf de Deutsche Bundesbahn aan de industrie opdracht voor de ontwikkeling van nieuwe locomotieven ter vervanging van de oudere types 103, 151, 111, 181.2 en 120. Hierop presenteerde AEG Hennigsdorf in 1994 het prototype 12X dat later als 145 door Adtranz te Kassel werd gebouwd. Uit dit prototype ontstond een groot aantal varianten.
Deze locomotieven worden tegenwoordig door Bombardier te Kassel gebouwd. De ruwbouw van de locomotiefkasten vindt sinds 2008 plaats in de werkplaats te Wrocław en de eindmontage in de werkplaats in Kassel.
De Norges Statsbaner (NSB) hebben voor CargoNet werden sinds 2009 bij Alpha Trains (ATC) 10 locomotieven gehuurd.

## Constructie en techniek
De locomotief heeft een stalen frame. De tractie-installatie is uitgerust met draaistroom en heeft een driefasige asynchrone motor in de draaistellen. Iedere motor drijft een as aan.

### Nummers
De locomotieven van CargoNet zijn gehuurd van Alpha Trains (ATC) en als volgt genummerd:
| Lijst van de CE 119 |          |            |                        |             |
| Nummer              | Eigenaar | Nummer NSB | UIC nummer             | Opmerkingen |
| 185 620-2           | ATC      | 119 001    | 91 76 01 19 001-5 N-CN |             |
| 185 621-0           | ATC      | 119 002    | 91 76 01 19 002-3 N-CN |             |
| 185 622-8           | ATC      | 119 003    | 91 76 01 19 003-1 N-CN |             |
| 185 623-6           | ATC      | 119 004    | 91 76 01 19 004-9 N-CN |             |
| 185 624-4           | ATC      | 119 005    | 91 76 01 19 005-6 N-CN |             |
| 185 625-1           | ATC      | 119 006    | 91 76 01 19 006-4 N-CN |             |
| 185 626-9           | ATC      | 119 007    | 91 76 01 19 007-2 N-CN |             |
| 185 627-7           | ATC      | 119 008    | 91 76 01 19 008-0 N-CN |             |
| 185 628-5           | ATC      | 119 009    | 91 76 01 19 009-8 N-CN |             |
| 185 629-3           | ATC      | 119 010    | 91 76 01 19 010-6 N-CN |             |

## Treindiensten
De locomotieven worden door de CargoNet ingezet voor onder meer het vervoer van container treinen.